# Victor Oelkers
Victor Oelkers (* 7. April 1881 in Wittingen; † 13. April 1958 ebenda) war ein niedersächsischer Politiker (DP) und Mitglied des Niedersächsischen Landtages.
Oelkers besuchte die Volksschule in Wittingen sowie das Gymnasium Ernestinum in Celle. Nach seinem Schulabschluss begann er sein Studium der Tierheilkunde in München und Berlin. Er promovierte in Gießen. Im Anschluss an sein Studium wurde er Kreistierarzt in Wittingen. Im Ersten Weltkrieg war er Kriegsteilnehmer von 1914 bis 1918. Zwischen 1924 und 1928 war er Senator der Stadt Wittingen. 1946 wurde er Bürgermeister in Wittingen. Ferner war er Mitglied des Kreistages des Großkreises Gifhorn. Oelkers wurde zum Mitglied des Niedersächsischen Landtages der ersten und zweiten Wahlperiode vom 20. April 1947 bis 5. Mai 1955 gewählt. Ab dem 28. März 1951 gehörte er der DP/CDU-Fraktion an.